# Tobe Leysen
Tobe Leysen (Geel, Bélgica, 9 de marzo de 2002) es un futbolista belga que juega como portero en el Oud-Heverlee Leuven de la Primera División de Bélgica.

## Trayectoria
Es un exponente juvenil del K. R. C. Genk. Debutó en liga el 10 de mayo de 2022 contra el Royal Charleroi S. C.

## Estadísticas

### Clubes
Actualizado al último partido disputado el 2 de noviembre de 2024.
| K. R. C. Genk · Bélgica               | 1.ª           | 2021-22       | 2  | 2  | 2 | 1 | 0 | 0 | 4  | 3  |
| K. R. C. Genk · Bélgica               | Total club    | Total club    | 2  | 2  | 2 | 1 | 0 | 0 | 4  | 3  |
| Jong Genk · Bélgica                   | 2.ª           | 2022-23       | 21 | 43 | — | — | — | — | 21 | 43 |
| Jong Genk · Bélgica                   | Total club    | Total club    | 21 | 43 | 0 | 0 | 0 | 0 | 21 | 43 |
| Oud-Heverlee Leuven · Bélgica         | 1.ª           | 2023-24       | 23 | 27 | 3 | 4 | ― | ― | 26 | 31 |
| Oud-Heverlee Leuven · Bélgica         | 1.ª           | 2024-25       | 13 | 17 | 1 | 0 | ― | ― | 14 | 17 |
| Oud-Heverlee Leuven · Bélgica         | Total club    | Total club    | 36 | 44 | 4 | 4 | 0 | 0 | 40 | 48 |
| Total carrera                         | Total carrera | Total carrera | 59 | 89 | 6 | 5 | 0 | 0 | 65 | 94 |
| (1) Hace referencia a goles encajados |               |               |    |    |   |   |   |   |    |    |